# 萊索托國徽
萊索托國徽啟用於1966年10月4日。中心圖案為一面金色、繪有一隻鱷魚的巴索圖式盾，後為鴕鳥羽飾、矛和棒。兩侧由兩隻馬扶持，它們立於塔巴·博錫烏山，即開國國王莫舒舒一世安葬之地上。下方的綬帶書有國家格言「和平、雨露、繁榮」。